# 65 Andromedae
65 Andromedae (kurz 65 And) ist ein dem bloßen Auge lichtschwach erscheinender, orange schimmernder Stern im Sternbild Andromeda. Er befindet sich im Norden der Andromeda dicht an der Grenze zum Sternbild Perseus. Seine scheinbare Helligkeit beträgt 4,71m. Nach Parallaxen-Messungen des Weltraumteleskops Gaia ist er etwa 427 Lichtjahre von der Erde entfernt. Die Helligkeit des Sterns wird aufgrund der Extinktion des zwischen ihm und der Erde liegenden interstellaren Staubs um circa 0,16 Größenklassen geschwächt.
65 And hat bereits den Wasserstoff-Vorrat in seinem Inneren verbraucht und sich von der Hauptreihe weg zu einem Riesenstern der Spektralklasse K4.5 III entwickelt. Er weist einen leicht unterdurchschnittlichen Eisengehalt auf. Seine Masse beträgt etwa 1,63 Sonnenmassen. Aus seinem nach Berücksichtigung der Randverdunkelung gemessenen Winkeldurchmesser von 3,28 ± 0,06 Millibogensekunden errechnet sich sein physischer Durchmesser zu rund 46 Sonnendurchmessern. Mit einer effektiven Temperatur seiner Photosphäre von 3930 Kelvin ist seine Oberfläche deutlicher kühler als jene der Sonne. Seine Leuchtkraft entspricht circa 372 Sonnenleuchtkräften, sein Alter wird auf rund 3 Milliarden Jahre geschätzt.
65 And ist ein Einzelstern. Der Washington Double Star Catalog verzeichnet zwei Nachbarn, bei denen es sich um scheinbare Begleiter handelt, die nicht gravitativ an 65 And gebunden sind, sondern die nur zufällig von der Erde aus betrachtet fast in der gleichen Richtung am Himmel stehen. Der erste, 12,9m helle Begleiter B trägt die Katalogbezeichnung UCAC4 702-017402 und stand im Jahr 2002 etwa 51,2 Bogensekunden vom Hauptstern entfernt. Nach Gaias Parallaxenmessungen ist er etwa 6200 Lichtjahre von der Erde entfernt. Der zweite, 11,11m helle Begleiter C wird als TYC 3302-1560-1 bezeichnet. Seine Winkeldistanz zu 65 And betrug von der Erde aus betrachtet im Jahr 2002 etwa 195,1 Bogensekunden. Die Parallaxenmessungen Gaias ergaben für ihn eine Entfernung von circa 2830 Lichtjahren.